# روتشستر غيلدهول
روتشستر غيلدهول (بالإنجليزية: The Rochester Guildhall) هو مبنى تاريخي يقع جنوبًا على طول الشارع الرئيسي. في مدينة روتشستر، كنت، إنجلترا. تم تشييد المبنى الحالي في عام 1697.

## روابط خارجية
- موقع المتحف